# Torre dos Ventos

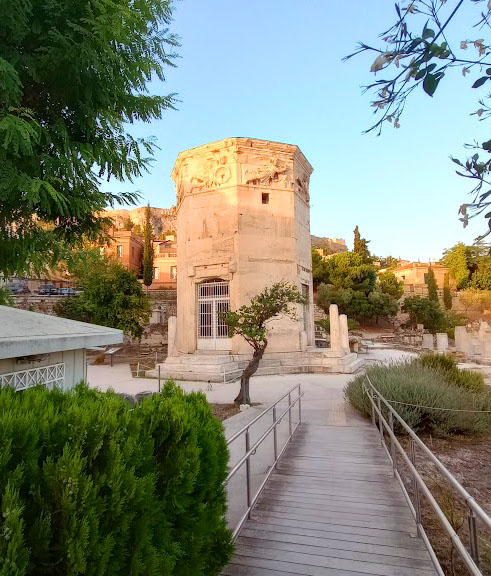
A torre dos ventos

Torre dos Ventos, também chamada de Horológio de Andrônico, é uma torre de mármore de planta octogonal, existente na Ágora de Atenas. Foi provavelmente construída por Andrônico de Cirro por volta do ano 50 a.C.
Com doze metros de altura por oito de diâmetro, era coberta antigamente por um cata-vento com o desenho de um Tritão, que indicava a direção do vento. No friso, relevos representavam as oito divindades gregas para o vento, segundo sua direção: Bóreas (N), Kaikias (NE), Eurus (E), Apeliotes (SE), Noto (S), Lips (SO), Zéfiro (O) e Siroco (NO). No interior da torre havia ainda um relógio de água (clepsidra), movido pela água que vinha da acrópole.
Nos primeiros tempos do cristianismo, a torre foi usada como campanário de uma igreja bizantina anexa, destruída por um incêndio. A torre dos ventos estava semi-enterrada e chamuscada quando foi escavada e restaurada por arqueólogos no século XIX.